# Translatewiki.net
Translatewiki.net est une plateforme de traduction construite sur une interface web, alimentée par l'extension « Traduire » pour MediaWiki, faisant de ce dernier un outil de traduction pour tous les types de texte.
En 2020, Translatewiki.net est maintenu par environ 20 000 traducteurs et soutiendrait 50 projets. Cette plateforme maintient les messages de Wikipédia, OpenStreetMap et Encyclopédie de la Vie.

## Formats pris en charge
- MediaWiki (interface et pages)
- GNU gettext
- Java properties
- Android string resources
- INI
- Dtd
- PHP files
- JavaScript
- Json
- RubyYaml
- Yaml
- XLIFF (version beta)
- AMD

## Utilisations notables
- MediaWiki (et ses extensions)
- Fandom (anciennement Wikia)
- FreeCol
- OpenStreetMap
- Encyclopédie de la Vie
- Mantis Bug Tracker
- FUDforum (en)
- Etherpad
- Kiwix
- Gentoo Linux[4],[5]
- KDE[6],[7]
- Joomla!
- Pandora
- Simple Machines Forum[8]